# Антошкин, Альфред Васильевич
Альфред (Олег) Васильевич Антошкин (31 мая 1935 года — 11 августа 2012 года, Боровск, Калужская область) — капитан рыболовного сейнера, Герой Социалистического Труда (4.07.1986).
В 1963 г. капитан рыболовного сейнера колхоза «Новый путь» Омсукчанского сельского района А. В. Антошкин награждён медалью "За трудовую доблесть". За год комсомольско-молодёжный экипаж сейнера выловил 970 т. сельди при плане 350 т.
В 1986 г. Указом Президиума Верховного Совета СССР за досрочное выполнение заданий одиннадцатой пятилетки и социалистических обязательств, большой вклад в увеличение добычи рыбы на основе эффективного использования промыслового оборудования и проявленный трудовой героизм капитан рыболовного сейнера «Вкрадчивый» объединения Магаданрыбпром А. В. Антошкин удостоен звания Героя Социалистического Труда с вручением ордена Ленина и золотой медали «Серп и Молот».
В последующем командовал СТР «Орлово» и «Сковородино».
После выхода на пенсию жил в г. Боровск Калужской области.
Награждён двумя орденами Ленина (1986 и 1982 гг.), орденами Октябрьской Революции (1974 г.), Трудового
Красного Знамени (1971 г.), медалями.